# Vehicle de zero emissions

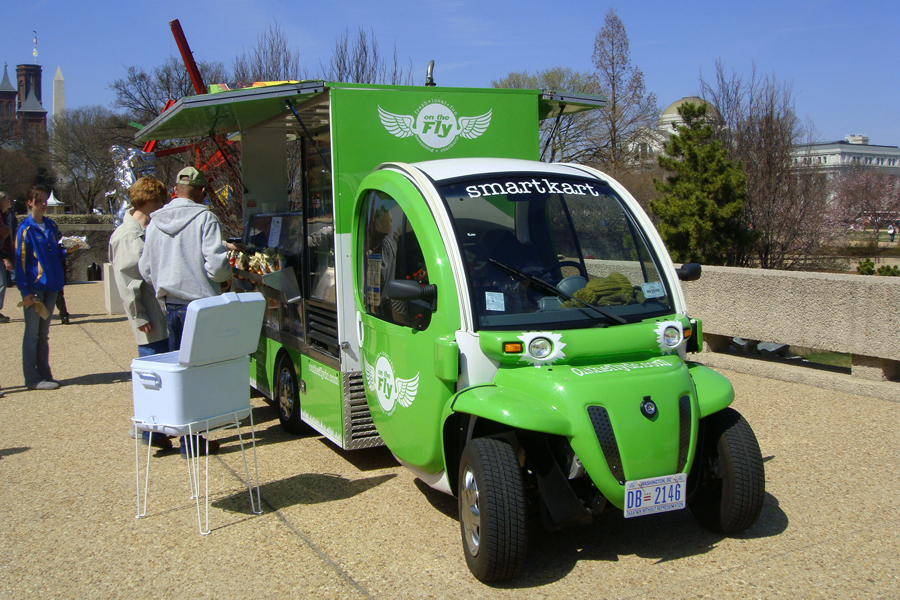
El vehicle elèctric de veïnatge GEM xLXD és un vehicle de zero emissions, Washington, DC

Un  vehicle de zero emissions  (VCE), també popularment conegut per la seva sigles en anglès com ZEV (Anglès: " Zero-Emissions vehicle "), és un vehicle que no emet substàncies contaminants a través del tub d'escapament generades per la font de propulsió a bord del vehicle. Contaminants dañidos per a la salut i l'ambient inclouen partícules fines (sutge), hidrocarburs, monòxid de carboni, ozó, plom i diversos òxids de nitrogen. Encara que no són considerats com emissions contaminants per les definicions originals de la Junta de Recursos de l'Aire de Califòrnia (CARB per les sigles en anglès) ni de la Agència de Protecció Ambiental dels Estats Units (EPA), l'ús més recent del terme també inclou compostos orgànics volàtils, diversos tòxics de l'aire, i contaminants globals com el diòxid de carboni i altres gasos amb efecte d'hivernacle. Exemples de vehicle de zero emissions inclouen vehicles de propulsió humana com les bicicleta s; vehicles elèctrics, els quals no tenen tub d'escapament perquè no produeixen emissions, i vehicles d'hidrogen impulsats per pila de combustible, els quals només emeten aigua pel tub d'escapament, com el Honda FCX Clarity, el primer vehicle de pila de combustible que es comercialitza als Estats Units i Japó.

## Vehicle de zero emissions de Califòrnia

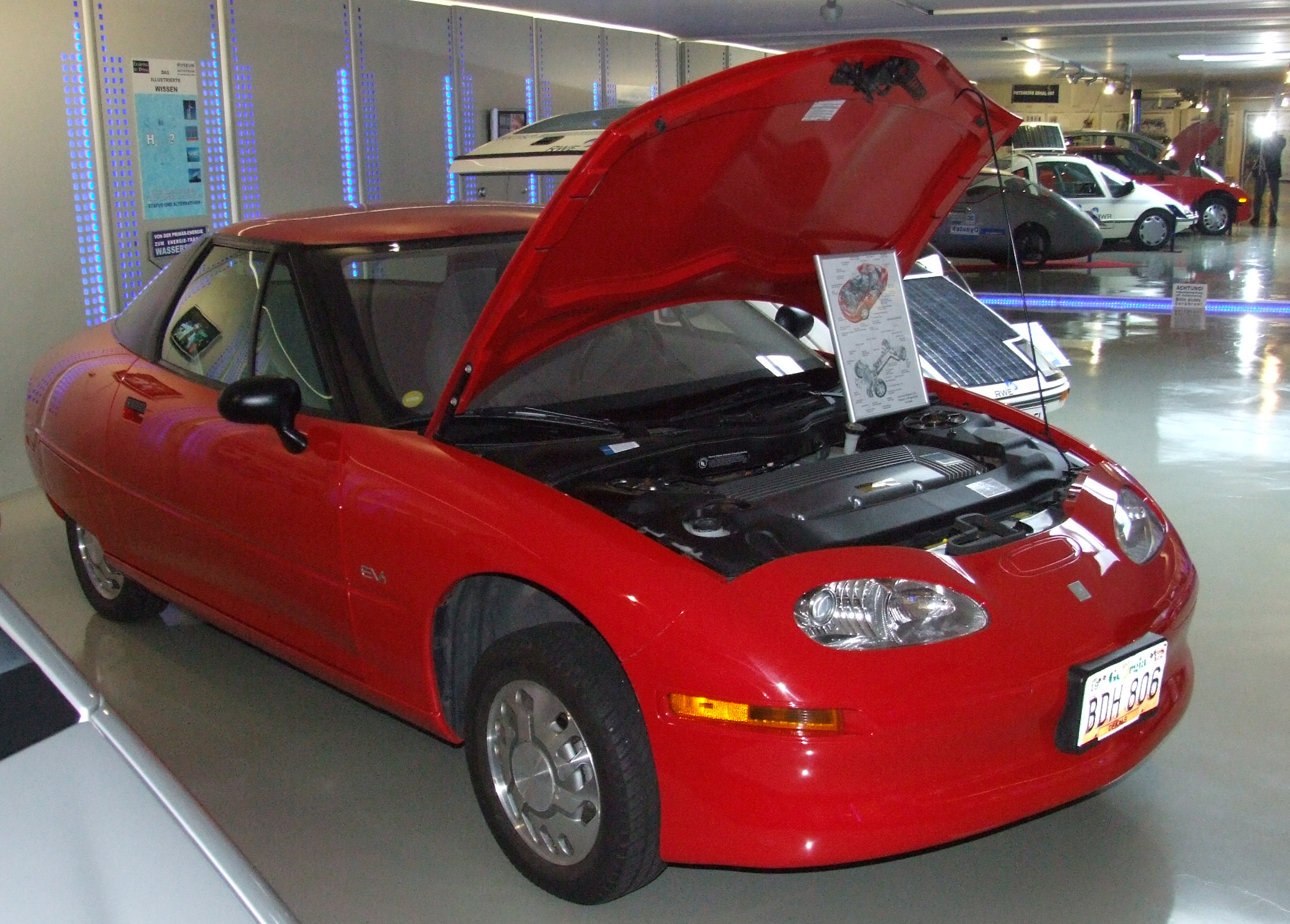
El vehicle elèctric General Motors EV1 va ser un dels primers actuacions disponibles al mercat de Califòrnia com a resultat del mandat ZEV.

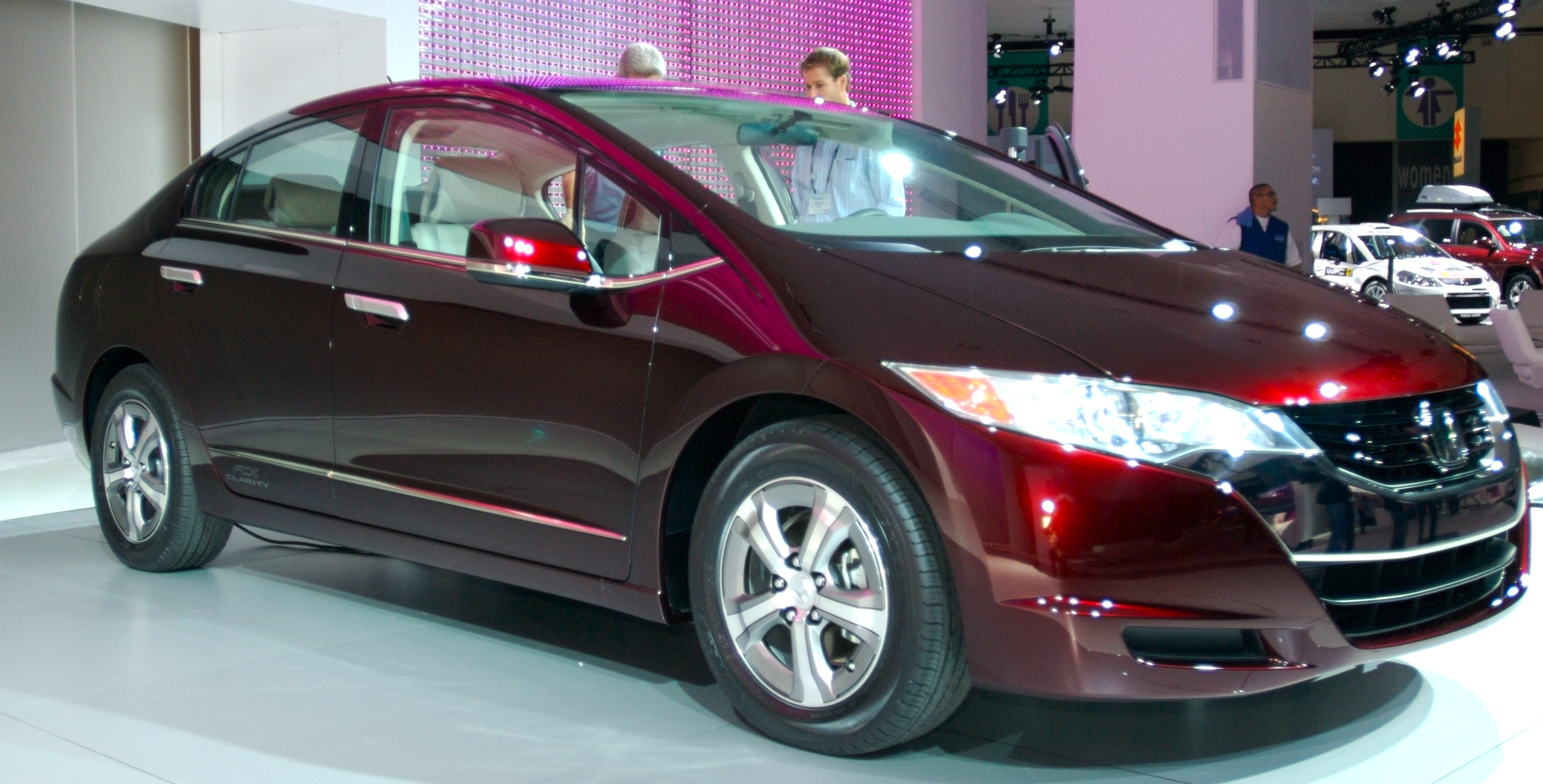
El Honda FCX Clarity llançat al mercat el 2008 és un vehicle d'hidrogen amb pila de combustible que compleix l'estàndard ZEV.

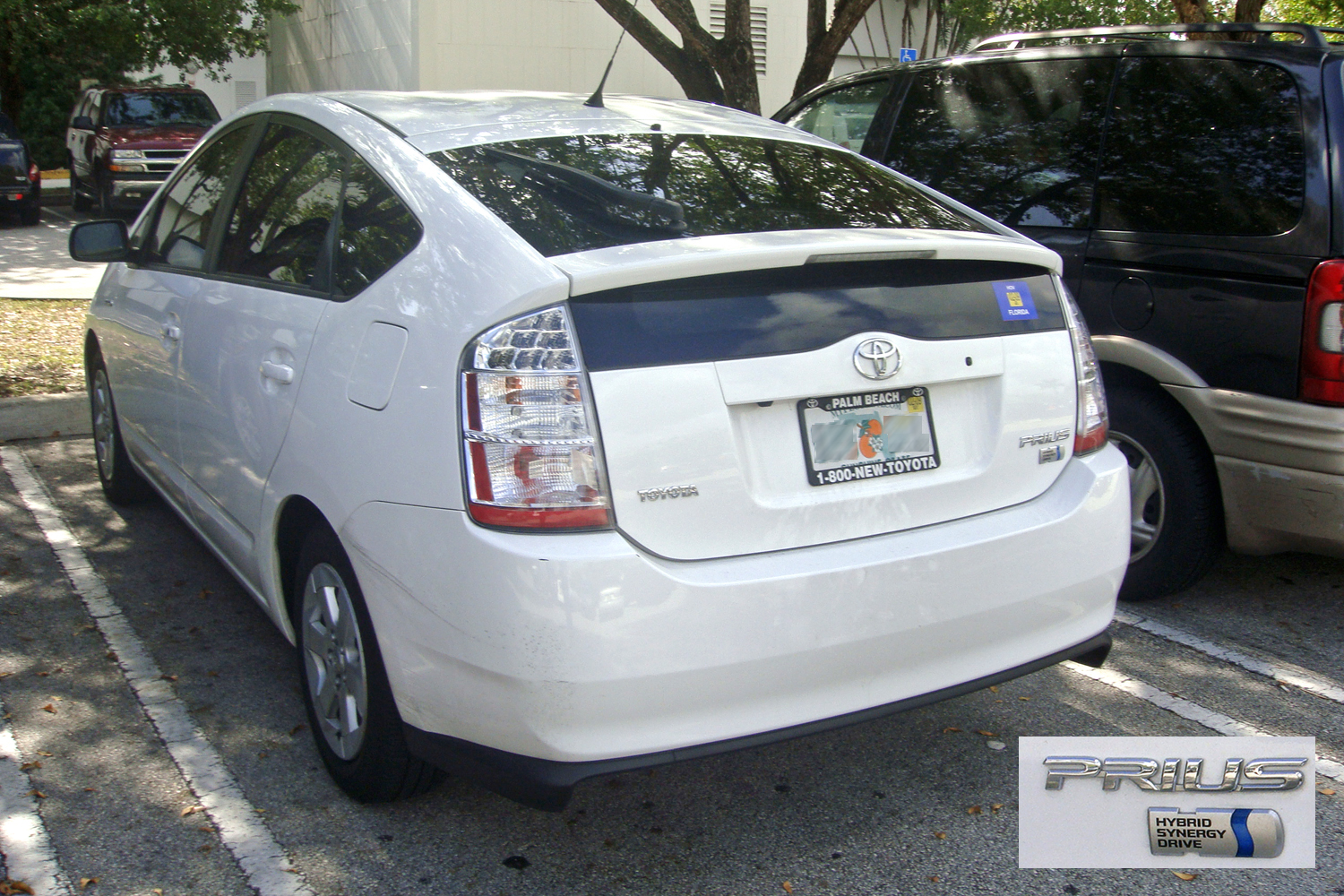
El Toyota Prius Hybrid Synergy Drive és un vehicle híbrid que compleix l'estàndard SULEV.

La Junta de Recursos de l'Aire de Califòrnia (CARB per les sigles en anglès) administra el programa establert pel govern d'aquest estat per promoure l'ús de vehicles sense emissions directes, més conegut com a mandat ZEV (per les sigles en anglès). L'objectiu del programa és reduir la persistent contaminació de l'aire que afecta les principals àrees metropolitanes de Califonia, en particular en Los Angeles, on els episodis perllongats de contaminació són freqüents.
La primera definició de vehicle d'emissions zero té el seu origen en el Progama del Vehicle d'Baixes Emissions, conegut com a LEV I (per la seva sigla en anglès del terme  Low-Emission Vehicle ) adoptat per CARB en 1990. El mandat ZEV ha evolucionat des de llavors i ha estat modificat per crear noves categories d'emissions parcials o baixes, incloent ara les següents definicions:
- Vehicle de baixes emissions (LEV per les sigles en anglès de " Low-Emission Vehicle "): és el standard d'emissions menys exigent i aplica per a tots els automòbils nous venuts en Califonia després de 2004.
- Vehicle de ultrabaixes emissions (ULEV per les sigles en anglès de " Ultra Low Emission Vehicle "): correspon als vehicles que són 50% més nets respecte a les emissions dels automòbils nous mitjà de l'any model 2003.
- Vehicle de súper-ultrabaixes emissions (SULEV per les sigles en anglès de " Super Ultra Low Emission Vehicle "): correspon als vehicles que emeten nivells substancialment menors d'hidrocarburs, monòxid de carboni, òxids nitrosos i partícules fines, pel que fa als vehicles convencionals. Aquests vehicles són 90% més nets respecte a les emissions dels automòbils nous mitjà de l'any model 2003.
- Vehicle de zero emissions parcials (PZEV per les sigles en anglès de " Partial Zero Emission Vehicle "): compleix l'estàndard SULEV, té garantia de 15 anys o 150.000 milles i zero emissió de vapors. Aquests vehicles són 80% més nets respecte a les emissions dels automòbils nous mitjà de l'any model 2002.
- Vehicle de tecnologia avançada de zero emissions parcials (AT-PZEV per les sigles en anglès de " Advanced Technology PZEV "): és un vehicle de tecnologia avançada que compleix amb els estàndards PZEV i que està dotat d'alguna tecnologia que permet zero emissions (ZEV). Aquests vehicles són 80% més nets respecte a les emissions dels automòbils nous mitjà de l'any model 2002.
- Vehicle de zero emissions (ZEV per les sigles en anglès de " Zero Emission Vehicle "): emet zero emissions pel tub d'escapament, i és un 98% més net que fa a les emissions dels automòbils nous mitjà de l'any model 2003. La definició es refereix a les emissions directes produïdes pel vehicle i no té en compte les emissions associades al cicle complet de producció de l'energia (pe electricitat) o del combustible (pe hidrogen) utilitzats pel motor per impulsar el vehicle.

A Califòrnia els automòbils que compleixen amb els estàndards ULEV, SULEV, PZEV, AT PZEV i ZEV reben alguns beneficis per incentivar els usuaris a comprar aquest tipus de vehicle. Un d'aquests beneficis és l'ús sense restricció dels carrils exclusius per a vehicles d'alta ocupació encara que solomente una persona viatge en el vehicle.
A inicis de 2009, el programa ZEV està enmig d'un procés de revisió i consultes públiques per modificar les regulacions que CARB s'aplicarà als vehicles any model 2015.